# Гирчовник татарский
Гирчо́вник тата́рский (лат. Conioselinum tataricum), или Гирчовник влага́лищный (лат. Conioselinum vaginatum) — вид многолетних травянистых растений рода Гирчовник (Conioselinum) семейства Зонтичные (Umbellíferae), или Сельдерейные (Apiáceae). Реликтовый вид с дизъюнктивным ареалом.

## Название
Русское родовое название гирчовник означает «похожий на гирчу» и отражает внешнее сходство этих двух родов. Само слово «гирча» указывает на горький вкус растения, вероятней всего, гирчи тминолистной.
Латинское родовое название лат. Conioselinum образовано слиянием названий двух других ботанических родов — лат. Conium (Болиголов) и лат. Selinum (Гирча).
Видовой эпитет лат. tataricum (татарский) присвоен по области в Центральной Азии, где был описан вид.
Видовой эпитет синонима лат. vaginatum имеет значение «влагалищный» по специфическому строению листьев растения.

## Ботаническое описание
Многолетние голые травы высотой 25–200 см с коротким горизонтальным корневищем и шнуровидными придаточными корнями. Стебель цилиндрический, немного борозчатый, прямой или в узлах слегка коленчато или дугообразно изогнутый, в верхней части ветвистый, голый, покрытый сизым налетом.

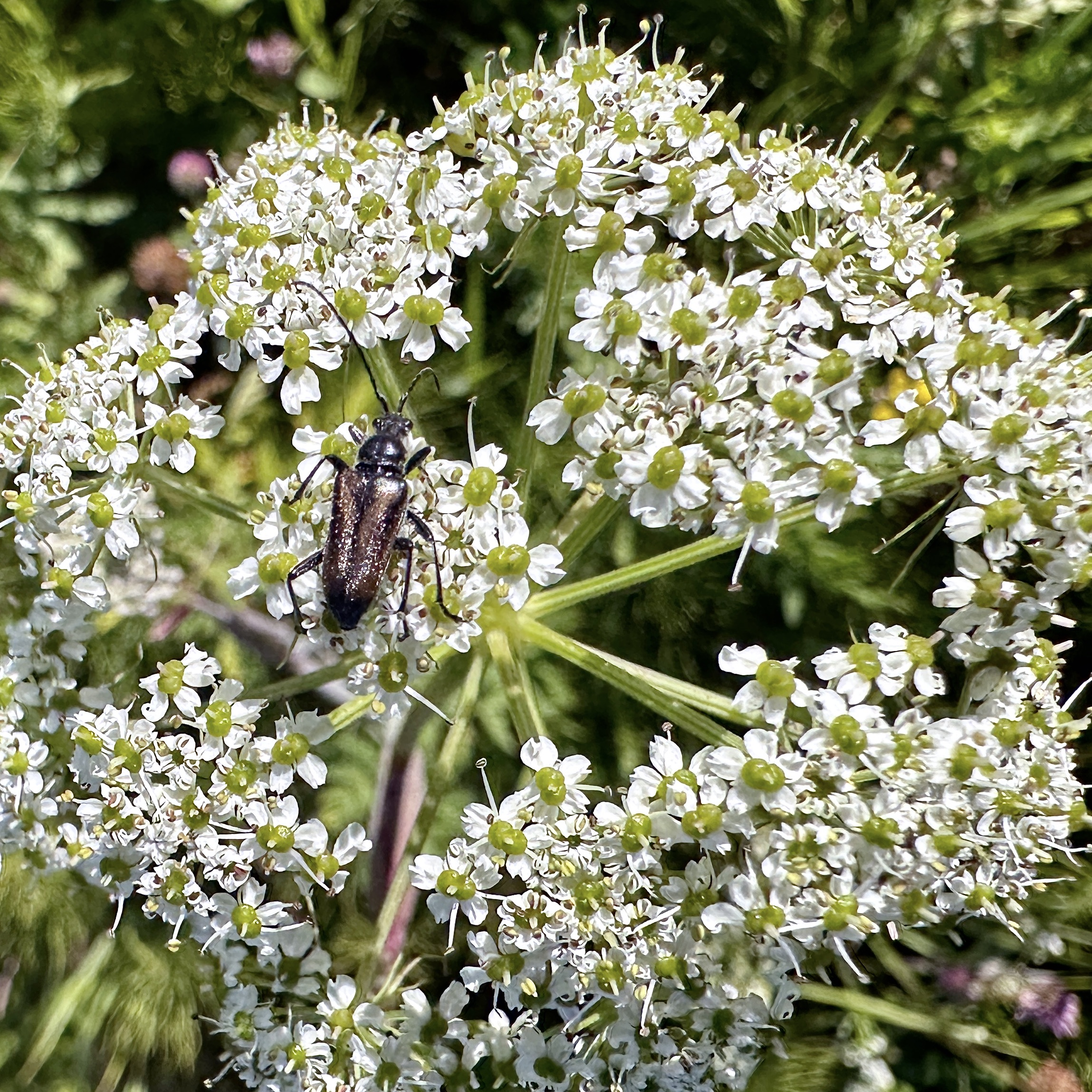
Соцветие с усачиком северотаёжный акмеопс. Республика Коми.

Нижние листья на черешках, в очертании широко треугольные или ромбические, трижды тройчато- или перисторассечённые, зелёные, блестящие, снизу более светлые, 15–35 см длиной и 10–30 см шириной. Две нижние доли первого порядка на черешках значительно крупнее остальных, в очертании яйцевидные или продолговатые; нижние доли второго порядка на очень коротких черешочках, яйцевидно-продолговатые, перисто раздельные. Доли последнего порядка яйцевидно-ланцетовидные или продолговатые, перисто надрезанные или крупно зубчатые, 1–4 см длиной и 0,3–2 см шириной, по краю слабо завороченные и несколько зазубренно-шероховатые. Листовые черешки при основании постепенно расширенные в длинные стеблеобъемлющие влагалища. Стеблевые листья дважды-трижды рассеченные, черешковые, с невздутыми узкими, удлиненными, голыми влагалищами; средние и верхние сидячие.
Соцветие — щитковидные зонтики, 3–10 см в поперечнике, с 8–30 голыми почти одинаковой длины с внутренней стороны шероховатыми лучами. Обёртка из 1–3 опадающих цельных листочков, иногда отсутствует. Зонтички многоцветковые, в поперечнике 1,2–2 см с довольно длинными шершавыми цветоножками с 25–40 тонкими лучами до 5 мм длиной. Листочки обёрточки многочисленные, линейно-нитевидные, по краям шероховатые, длиннее цветоножек. Зубцы чашечки не выражены.
Лепестки белые или зеленоватые, до 0,5 мм длиной, обратносердцевидные, с тупой или острой загнутой внутрь верхушкой, наружные несколько крупнее остальных. Подстолбие короткоконическое, столбики отогнуты на спинную сторону.
Плоды голые, блестящие, яйцевидно-продолговатые, 4–5 м длиной и около 3 мм шириной в ложбинках с 1–3 канальцами, на комиссуре с 2–8 канальцами.
Цветёт в июне — августе, плоды созревают в июле — сентябре.
Размножается семенами.
Число хромосом: 2n = 22.

## Распространение
Преимущественно европейско-сибирский таёжный вид. Природный ареал рода охватывает Центральую и Восточную Европу, Центральную Азию (по определению ЮНЕСКО) и северо-запад Северной Америки. В России распространен в европейской части и в Сибири. 

## Экология
Встречаются в хвойных, смешанных и берёзово-осиновых лесах, по лесным опушкам, среди кустарников, в прибрежных ивняках, зарослях кустарников, на сырых поименных и субальпийских лугах, по сырым берегам водоёмов, по оврагам, на скалистых обнажениях, осыпях, галечниках и отмелях.

## Таксономия
Conioselinum tataricum Hoffm., 1816, Gen. Pl. Umbell., ed. 2: 185
Вид Гирчовник татарский, или Гичовник влагалищный относится к роду Гирчовник  (Conioselinum) семейства Зонтичные (Apiaceae) порядка Зонтикоцветные  (Apiales). Кладограмма в соответствии с Системой APG IV:
|  |                                      |  |                                   |                                   |                     |  | ещё 6 семейств | ещё 6 семейств |                     |  |  |  | еще 17 подтвержденных видов и 4 в статусе "непроверенных" |
|  |                                      |  |                                   |                                   |                     |  | ещё 6 семейств | ещё 6 семейств |                     |  |  |  | еще 17 подтвержденных видов и 4 в статусе "непроверенных" |
|  |                                      |  |                                   | порядок Зонтикоцветные            |                     |  |                |                | род Гирчовник       |  |  |  |                                                           |
|  |                                      |  |                                   | порядок Зонтикоцветные            |                     |  |                |                | род Гирчовник       |  |  |  |                                                           |
|  | отдел Цветковые, или Покрытосеменные |  |                                   |                                   | семейство Зонтичные |  |                |                | Гирчовник татарский |  |  |  |                                                           |
|  | отдел Цветковые, или Покрытосеменные |  |                                   |                                   | семейство Зонтичные |  |                |                |                     |  |  |  |                                                           |
|  |                                      |  | ещё 63 порядка цветковых растений | ещё 63 порядка цветковых растений |                     |  |                | ещё 447 родов  | ещё 447 родов       |  |  |  |                                                           |
|  |                                      |  |                                   | ещё 63 порядка цветковых растений |                     |  |                |                | ещё 447 родов       |  |  |  |                                                           |

### Синонимы
- Conioselinum altaicum Rupr.
- Conioselinum boreale Schischk.
- Conioselinum cenolophioides Turcz.
- Conioselinum chinense subsp. boreale (Schischkin) Á.Löve & D.Löve
- Conioselinum fischeri Wimm. & Grab.
- Conioselinum gmelinii (Bray) Steud.
- Conioselinum ingricum Fisch.
- Conioselinum latifolium Rupr.
- Conioselinum neglectum Fisch. ex Steud.
- Conioselinum papyraceum (C.B.Clarke) Pimenov & Kljuykov
- Conioselinum schugnanicum B.Fedtsch.
- Conioselinum univittatum Turcz. ex Kar. & Kir.
- Conioselinum vaginatum Thell.
- Ligusticum divaricatum Ledeb.
- Ligusticum fischeri Link
- Oreoselinum album Hoffm.
- Peucedanum chaerophylloides Less. ex Ledeb.
- Peucedanum ligusticoides Less. ex Ledeb.
- Peucedanum minus Poir.
- Selinum benthamii Kurtz
- Selinum dubium Turcz.
- Selinum fischeri (Link) E.H.L.Krause
- Selinum gmelinii Bray
- Selinum papyraceum C.B.Clarke
- Selinum univittatum Turcz.
- Silaus gilibertii Besser ex Eichw.
- Silaus longifolius Ledeb.

## Охрана
Гирчовник татарский в качестве редкого вида (3-й категория, или статус 3 а, с, d) занесён в Красные Книги Московской области (2018), Вологодской области (2015), Рязанской области (2002), Ярославской области (2015), Ивановской области (2020), Липецкой области (2005) и Мурманской области (2003), Костромской области (2019), Республики Беларусь (2014), Украины (2021), Эстонии (1998), Литовской Республики (2007).
Лимитирующими факторами являются сплошные рубки леса, уничтожение прибрежных ивняков и ольшаников, нарушение гидрологического режима, выпас скота.